# Massimo Marazzina
Massimo Marazzina (Lodi, 16 luglio 1974) è un allenatore di calcio ed ex calciatore italiano, di ruolo attaccante.

## Carriera

### Giocatore

#### Club

##### Gli inizi
Inizia a giocare nella Luisiana, squadra del suo paese di residenza, Pandino, in provincia di Cremona, per proseguire la sua formazione nelle giovanili dell'Inter con cui debutta in Serie A il 27 febbraio 1994 (Torino-Inter 2-0). La stagione successiva passa al Foggia dove al primo anno colleziona tredici presenze nella massima serie, culminata per i pugliesi con la retrocessione. L'anno seguente in Serie B Marazzina trova più spazio, mettendo a segno i suoi primi 5 gol nei professionisti.

##### Chievo e Reggina
Nell'estate del 1996 si trasferisce al Chievo, squadra in cui rimane per quattro stagioni, diventando a suon di gol uno dei protagonisti del Miracolo Chievo, della cui società rimane tuttora uno dei giocatori più rappresentativi, fu li che gli venne riconosciuto il soprannome de "La Tigre di Lodi". Nella stagione 2000-01 torna a calcare i campi della Serie A con la maglia della Reggina. Con gli amaranto segna la sua prima rete in massima serie in Reggina-Inter (2-1), già alla prima giornata dell'annata 2000-2001, totalizzando infine 5 reti e giocando anche lo spareggio salvezza disputato contro l'Hellas Verona. Tornato al Chievo Verona a fine stagione, conferma la sua attitudine realizzativa anche nella massima serie, attirando le attenzioni sia del commissario tecnico Giovanni Trapattoni sia della Roma, che lo acquista in prestito il 1 febbraio del 2003.

##### In giro per l'Italia
Nella capitale il giocatore non riesce a imporsi: non riscattato dai giallorossi e non più rientrante nei programmi dei clivensi, la stagione successiva viene prestato prima alla Sampdoria e quindi al Modena.
Le due stagioni incolori convincono il giocatore ad accettare la proposta dell'ambizioso Torino iscritto al campionato di Serie B. Con la maglia granata Marazzina mette a segno 14 reti, trascinando la squadra alla vittoria dei playoff promozione. Rimasto svincolato dal fallimento della società, il giocatore firma per il Siena.

##### Bologna
Dopo sei mesi di scarso utilizzo, sceglie di tornare in Serie B firmando per il Bologna, in cui è protagonista di una seconda giovinezza, andando a segno in venti occasioni nel primo anno e mezzo di permanenza. Nella stagione 2007-2008 contribuisce alla promozione del Bologna nella massima serie realizzando 23 gol. Chiude l'esperienza felsinea nel 2010, quando si svincola dalla società concludendo di fatto la sua carriera sportiva.

#### Nazionale
Vanta 3 presenze in Nazionale italiana, risalenti tutte al 2002, periodo della seconda esperienza nel Chievo. L'esordio, il 13 febbraio, contro gli Stati Uniti in un'amichevole internazionale, lo vede entrare all'inizio del 2º tempo al posto di Christian Vieri. Nella sua seconda presenza in azzurro, sempre in amichevole, stavolta contro la Slovenia subentra, invece, ad Alessandro Del Piero. Nella terza ed ultima presenza, l'unica valente le Qualificazioni agli Europei 2004, conta poco più di 5 minuti, ultimo cambio al posto di Gennaro Gattuso nella sconfitta per 2-1 contro il Galles.

### Allenatore
Nel 2019 diviene capoallenatore del club statunitense Sarasota Metropolis FC partecipante al campionato USL League Two.
Dall'estate del 2021 insegna calcio ai bambini in un Accademy a Miami.

## Statistiche

### Presenze e reti nei club
Statistiche aggiornate al 3 aprile 2017.
| Stagione        | Squadra         | Campionato      | Campionato | Campionato | Coppe nazionali | Coppe nazionali | Coppe nazionali | Coppe continentali | Coppe continentali | Coppe continentali | Altre coppe | Altre coppe | Altre coppe | Totale | Totale |
| Stagione        | Squadra         | Comp            | Pres       | Reti       | Comp            | Pres            | Reti            | Comp               | Pres               | Reti               | Comp        | Pres        | Reti        | Pres   | Reti   |
| --------------- | --------------- | --------------- | ---------- | ---------- | --------------- | --------------- | --------------- | ------------------ | ------------------ | ------------------ | ----------- | ----------- | ----------- | ------ | ------ |
| 1993-1994       | Inter           | A               | 3          | 0          | CI              | 0               | 0               | CU                 | 0                  | 0                  | -           | -           | -           | 3      | 0      |
| 1994-1995       | Foggia          | A               | 13         | 0          | CI              | 4               | 0               | -                  | -                  | -                  |             | -           | -           | 17     | 0      |
| 1995-1996       | Foggia          | B               | 23         | 5          | CI              | 1               | 0               | -                  | -                  | -                  |             | -           | -           | 24     | 5      |
| Totale Foggia   | Totale Foggia   | Totale Foggia   | 36         | 5          |                 | 5               | 0               |                    | -                  | -                  |             | -           | -           | 41     | 5      |
| 1996-1997       | Chievo          | B               | 24         | 1          | CI              | 2               | 0               | -                  | -                  | -                  | -           | -           |             | 26     | 1      |
| 1997-1998       | Chievo          | B               | 32         | 5          | CI              | 1               | 0               | -                  | -                  | -                  |             | -           | -           | 33     | 5      |
| 1998-1999       | Chievo          | B               | 25         | 7          | CI              | 3               | 0               | -                  | -                  | -                  | -           | -           | -           | 28     | 7      |
| 1999-2000       | Chievo          | B               | 30         | 16         | CI              | 4               | 1               | -                  | -                  | -                  | -           | -           | -           | 34     | 17     |
| 2000-2001       | Reggina         | A               | 29+2       | 5          | CI              | 2               | 0               | -                  | -                  | -                  | -           | -           | -           | 31     | 5      |
| 2001-2002       | Chievo          | A               | 31         | 13         | CI              | 1               | 0               | -                  | -                  | -                  | -           | -           | -           | 32     | 13     |
| 2002-gen. 2003  | Chievo          | A               | 15         | 3          | CI              | 0               | 0               | CU                 | 2                  | 0                  | -           | -           | -           | 17     | 3      |
| Totale Chievo   | Totale Chievo   | Totale Chievo   | 157        | 45         |                 | 11              | 1               |                    | 2                  | 0                  | -           | -           | -           | 170    | 46     |
| gen.-giu. 2003  | Roma            | A               | 7          | 0          | CI              | 0               | 0               | UCL                | 0                  | 0                  | -           | -           | -           | 7      | 0      |
| 2003-gen. 2004  | Sampdoria       | A               | 12         | 0          | CI              | 1               | 1               | -                  | -                  | -                  | -           | -           | -           | 13     | 1      |
| gen.-giu. 2004  | Modena          | A               | 13         | 3          | CI              | -               | -               | -                  | -                  | -                  | -           | -           |             | 13     | 3      |
| 2004-2005       | Torino          | B               | 37+4       | 14+2       | CI              | 4               | 4               | -                  | -                  | -                  | -           | -           | -           | 45     | 20     |
| 2005-gen. 2006  | Siena           | A               | 8          | 0          | CI              | 0               | 0               | -                  | -                  | -                  | -           | -           | -           | 8      | 0      |
| gen.-giu. 2006  | Bologna         | B               | 18         | 8          | CI              | -               | -               | -                  | -                  | -                  | -           | -           | -           | 18     | 8      |
| 2006-2007       | Bologna         | B               | 33         | 12         | CI              | 3               | 2               | -                  | -                  | -                  | -           | -           | -           | 36     | 14     |
| 2007-2008       | Bologna         | B               | 41         | 23         | CI              | 2               | 1               | -                  | -                  | -                  | -           | -           | -           | 43     | 24     |
| 2008-2009       | Bologna         | A               | 23         | 2          | CI              | 2               | 0               | -                  | -                  | -                  | -           | -           | -           | 25     | 2      |
| 2009-2010       | Bologna         | A               | 4          | 0          | CI              | 0               | 0               | -                  | -                  | -                  | -           | -           | -           | 4      | 0      |
| Totale Bologna  | Totale Bologna  | Totale Bologna  | 119        | 45         |                 | 7               | 3               |                    | -                  | -                  | -           | -           | -           | 126    | 48     |
| Totale carriera | Totale carriera | Totale carriera | 421+6      | 117+2      |                 | 30              | 9               |                    | 3                  | 0                  | -           | -           | -           | 459    | 128    |

### Cronologia presenze e reti in nazionale
| Cronologia completa delle presenze e delle reti in nazionale ― Italia | Cronologia completa delle presenze e delle reti in nazionale ― Italia | Cronologia completa delle presenze e delle reti in nazionale ― Italia | Cronologia completa delle presenze e delle reti in nazionale ― Italia | Cronologia completa delle presenze e delle reti in nazionale ― Italia | Cronologia completa delle presenze e delle reti in nazionale ― Italia | Cronologia completa delle presenze e delle reti in nazionale ― Italia | Cronologia completa delle presenze e delle reti in nazionale ― Italia |
| Data                                                                  | Città                                                                 | In casa                                                               | Risultato                                                             | Ospiti                                                                | Competizione                                                          | Reti                                                                  | Note                                                                  |
| --------------------------------------------------------------------- | --------------------------------------------------------------------- | --------------------------------------------------------------------- | --------------------------------------------------------------------- | --------------------------------------------------------------------- | --------------------------------------------------------------------- | --------------------------------------------------------------------- | --------------------------------------------------------------------- |
| 13-2-2002                                                             | Catania                                                               | Italia                                                                | 1 – 0                                                                 | Stati Uniti                                                           | Amichevole                                                            | -                                                                     | 46’                                                                   |
| 21-8-2002                                                             | Trieste                                                               | Italia                                                                | 0 – 1                                                                 | Slovenia                                                              | Amichevole                                                            | -                                                                     | 46’                                                                   |
| 16-10-2002                                                            | Cardiff                                                               | Galles                                                                | 2 – 1                                                                 | Italia                                                                | Qual. Euro 2004                                                       | -                                                                     | 84’                                                                   |
| Totale                                                                |                                                                       | Presenze                                                              | 3                                                                     |                                                                       | Reti                                                                  | 0                                                                     |                                                                       |

## Palmarès

### Giocatore

#### Club
- Coppa UEFA: 1

Inter: 1993-1994